# Lillträskberget
Lillträskberget är ett naturreservat i Arvidsjaurs kommun i Norrbottens län.
Området är naturskyddat sedan 2014 och är 0,9 kvadratkilometer stort. Reservatet omfattar berget med detta namn och dess sluttning i norr mot myrmark och i söder mot Stortjärnen. Reservatet består av gammal barrblandskog och tallskog, närmast tjärnen i form av tallsumpskog.